# Lago de Sella
O Lago de Sella é um lago artificial localizado perto do Passo de São Gotardo, no cantão de Ticino, na Suíça. A barragem de gravidade que deu origem a este lago apresenta uma altura de 36 m e foi concluída em 1947. A sua construção e planejamento esteve sob o controle do engenheiro suíço Fritz Gigax.